# Putim
Putim – miejscowość i gmina (obec) w Czechach, w kraju południowoczeskim, w powiecie Písek. W 2022 roku liczyła 547 mieszkańców.
W miejscowości jest stacja kolejowa Putim.